# Ilamska pokrajina
Ilamska pokrajina (perz. استان ایلام; Ostān-e Īlām) je jedna od 31 iranske pokrajine. Nazvana je prema drevnom Elamu, a smještena je u jugozapadnom dijelu zemlje. Omeđena je Kermanšaškom pokrajinom na sjeveru, Luristanom na istoku, Huzestanom na jugu, te suverenom državom Irak na zapadu. Ilamska pokrajina ima površinu od 20.133 km², a prema popisu stanovništva iz 2006. godine u njoj je živjelo 548.787 stanovnika. Sjedište pokrajine smješteno je u gradu Ilamu.

## Okruzi
- Abdananski okrug
- Darešaherski okrug
- Dehloranski okrug
- Ejvanski okrug
- Ilamski okrug
- Malekšahijski okrug
- Mehranski okrug
- Širvansko-čardavalski okrug

## Vanjske poveznice
- (perz.) Službene stranice Ilamske pokrajine  Arhivirana inačica izvorne stranice od 19. siječnja 2019. (Wayback Machine)

Ostali projekti
|  | Zajednički poslužitelj ima još gradiva o temi Ilamska pokrajina |